# Stéphane Tournié
Stéphane Tournié (né le 27 février 1969 à Lourdes, dans les Hautes-Pyrénées) est un chef cuisinier français, à la tête du restaurant Les Jardins de l’Opéra, étoilé au Guide Michelin depuis 2012.

## Biographie

### Jeunesse et apprentissage
Stéphane Tournié est rapidement plongé dans le monde de la cuisine grâce à ses parents, qui tiennent un bar brasserie, dans le quartier des minimes à Toulouse, en Haute-Garonne.
À partir de 1985, il se dirige vers le lycée hôtelier de Saint-Gaudens, en alternance auprès des chefs comme Lucien Vanel et André Daguin. Puis, il part à Paris en 1991, où il commence sa vie professionnelle, au restaurant Le Taillevent, jusqu’en 1993, où il continuera sa carrière auprès de Christian Constant et Éric Frechon, en tant que chef de partie, au Crillon.
En 1995, Stéphane Tournié décide de s’expatrier aux États-Unis en devenant second au restaurant Le Français à Chicago, puis comme chef à Singapour en 1997 au Four season, avant d’avoir le mal du pays et de rentrer en France. Ces voyages lui ont permis d’ouvrir ses horizons culinaires. Il revient en 2000 sur Toulouse et ouvre son premier restaurant La Cantine du curé. En 2003, il ouvre un nouvel établissement, un bar à Tapas à côté de son restaurant, nommé La cave d’à côté.

### Chef cuisinier
En 2006, il est poussé par Yves Thuriès pour racheter, ensemble, le restaurant Les Jardins de l’Opéra anciennement dirigé par Dominique Toulousy. Il décide de vendre son premier restaurant en 2007, suivi de son autre établissement en 2008. Puis en 2010, les parts de son ancien associé seront rachetés pas Julien Horanieh, son nouvel associé.
En 2012, le chef obtient une étoile au Guide Michelin, qu’il a conservée depuis sans interruption.

## Engagement associatif
En mars 2023, Stéphane Tournié s’engage pour l’opération « Klochette ». Cette opération, organisé par le Rotary club Toulouse cent, vise à récolter des fonds pour l’achat de casques de réalité virtuelle pour les enfants malade en hôpital. C’est autour d’un atelier de cuisine vendu 200 € par personne que le chef pourra faire découvrir sa cuisine pour la bonne cause,.

## Distinctions
Depuis 2012, le restaurant a une étoile au Guide Michelin. En 2020, le restaurant Les Jardins de l'Opéra obtient le label écoresponsable Green Food, qui référence des restaurants engagés dans le développement durable. Il devient alors le premier établissement toulousain à obtenir ce titre pour son éthique environnementale.